# Ключ Саламандры
«Ключ Саламандры» — российский приключенческий фильм режиссёра Александра Якимчука. Официальная премьера в России была 24 марта 2011 года. В главных ролях снялись: известный спортсмен по смешанным единоборствам Фёдор Емельяненко, а также звёзды американского кино Рутгер Хауэр и Майкл Мэдсен.
Слоган фильма: «Завтра может не быть».

## Сюжет
«… Сегодня мы получили бесценный дар — эликсир жизни…» — гласит сенсационное заявление главы корпорации «Фарм-Лайн» в Бангкоке. Чудотворный препарат появился благодаря исследованиям свойств саламандры обновлять клетки… «Самоубийство конгрессмена! Восьмой случай за месяц! Эпидемия самоубийств!», — так звучат заголовки газет. Один из лучших полицейских тайской столицы берётся за расследование череды таинственных смертей…
На острове в Юго-Восточной Азии пропала международная научная экспедиция. Последнее сообщение, полученное от учёных, говорит об угрозе глобальной катастрофы. Отряд спецназа, который отправили на спасение экспедиции, находит на острове следы лаборатории, в которой проводили опыты над животными и людьми… Что объединяет все эти события? И почему ключ к разгадке надо искать в непроходимых азиатских джунглях?

## В ролях
| Актёр             | Роль                            |
| ----------------- | ------------------------------- |
| Фёдор Емельяненко | Фёдор                           |
| Рутгер Хауэр      | мистер Хант                     |
| Майкл Мэдсен      | Рик                             |
| Валерий Николаев  | Саня «Кот»                      |
| Павел Делонг      | Иваныч                          |
| Олег Чернов       | Тихий                           |
| Алексей Горбунов  | генерал ЦПСО Сергей Анатольевич |
| Валерий Соловьёв  | микробиолог Вадим               |
| Юлия Горшенина    | Юля                             |
| Бо-сонг Ким       | Чжан Хён-Ву                     |
| Александр Сирин   | консультант Саша                |
| Анна Геллер       | Мария                           |
| Александр Ленин   | хакер Макс                      |
| Золтан Мадьар     | Аксель                          |
| Говит Ваттанакул  | следователь                     |